# Clásico Colo-Colo - Universidad Católica
Se considera como clásico al encuentro de fútbol que enfrenta a los equipos chilenos Colo-Colo y Universidad Católica de la capital Santiago. También es denominado como el Clásico Albo-Cruzado, aunque crecientemente ha sido rebautizado como Clásico Moderno por diferentes medios de comunicación y partidarios.
Se trata de una contienda entre dos de los «tres clubes grandes del fútbol chileno», animadores permanentes de la Primera División. Su rivalidad no se basa en popularidad, como en el caso del Superclásico nacional entre Colo-Colo y el Club Universidad de Chile, ni en un antagonismo histórico, como ocurre con el Clásico Universitario entre la Universidad de Chile y la Universidad Católica, sino que está basada en la competencia deportiva de ambos cuadros y sus disputas por los diferentes títulos. Ambas instituciones son constantes animadores de las definiciones de ligas entre sí.
Su relevancia es similar a la que tienen rivalidades más recientes basadas principalmente en rendimiento futbolístico, como la de Universitario de Deportes y Club Sporting Cristal en Perú (Clásico Moderno del Fútbol Peruano), o del Club América y el Club Deportivo Cruz Azul de México (Clásico Joven), por lo que puede considerarse como el "Clásico Moderno del fútbol chileno".

## Estadios

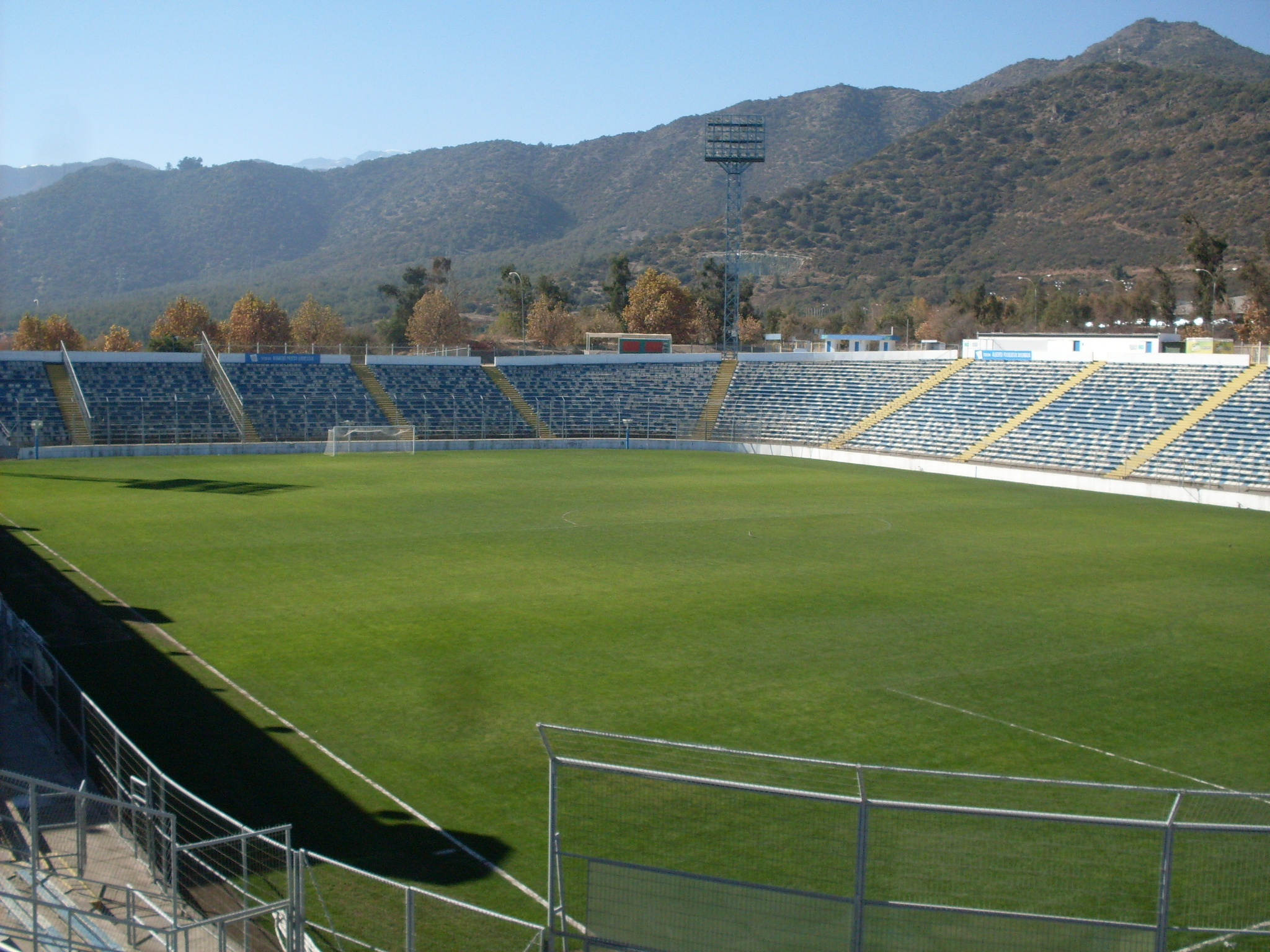
Claro Arena(Ex San Carlos de Apoquindo), actual estadio de Universidad Católica.

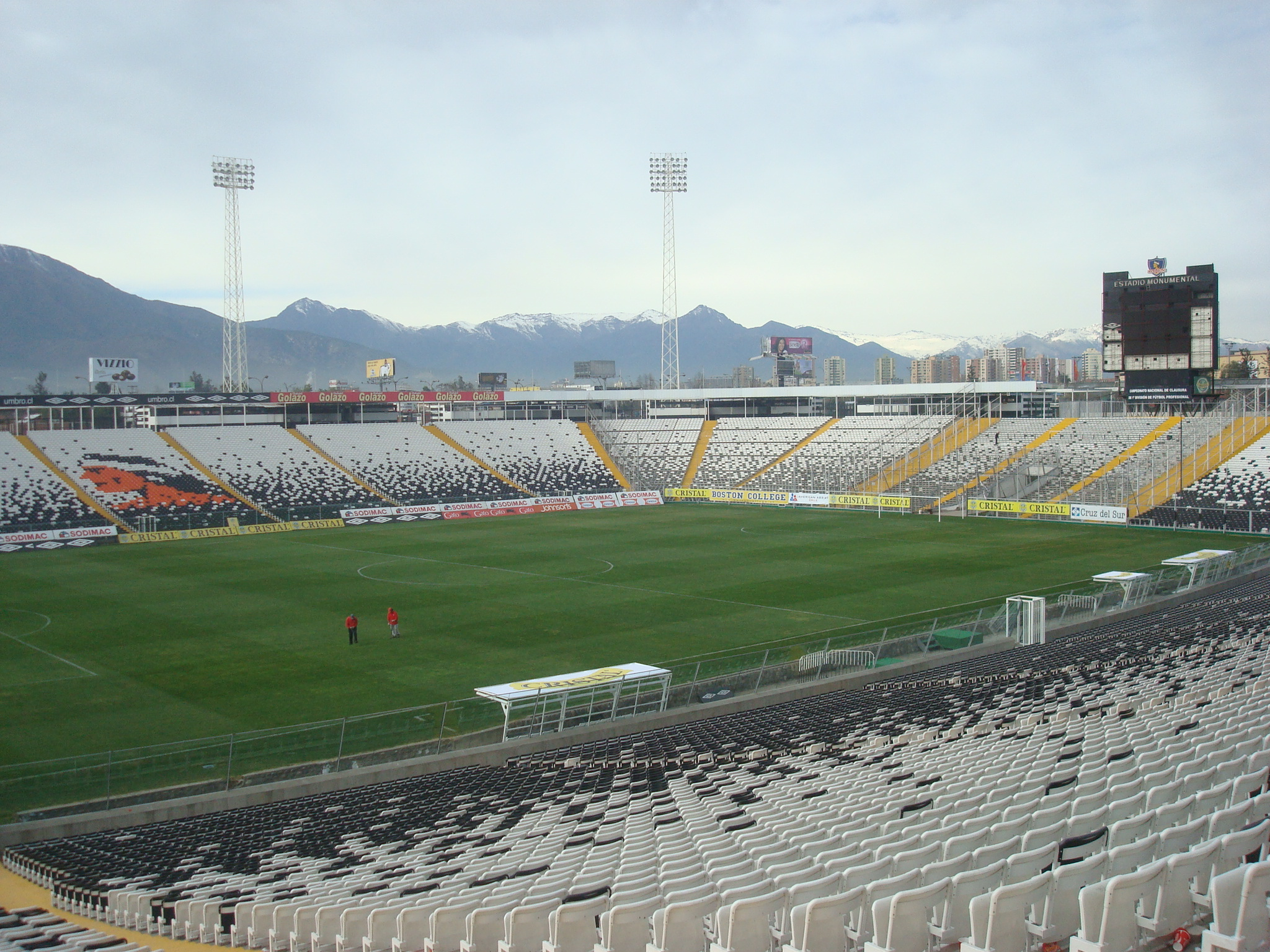
El Estadio Monumental.

En la opinión de algunos profesionales relacionados con el diseño y explotación de esta clase de obras, un estadio propio genera una repercusión social, económica, arquitectónica, cultural, y es un testimonio tanto de la evolución como del desempeño de un club deportivo. Universidad Católica ha sido propietario de cuatro reductos: El Estadio Universidad Católica, ubicado en el sector de Maestranza y Marcoleta; Campos de Sports de Ñuñoa, que ya contaba con un amplio historial en el deporte chileno; Independencia, situado en la comuna homónima de Santiago e inaugurado el 12 de octubre de 1945; y San Carlos de Apoquindo, que abrió sus puertas el 4 de septiembre de 1988. Después de su última remodelación, San Carlos de Apoquindo posee una capacidad de 20 000 espectadores. Desde su inauguración ha albergado encuentros válidos por Copa Libertadores, Copa Sudamericana y Copa Mercosur. Fue escenario de la final de Copa Interamericana 1994, que terminó en manos de Católica, y de otras definiciones en el plano local correspondientes al Torneo oficial, Copa Chile y Supercopa. En ese mismo reducto, la Selección chilena disputó cinco partidos de las Clasificatorias para la Copa Mundial 2022.
Por otra parte, Colo Colo ha sido propietario de dos recintos: El Estadio de Carabineros y el Monumental. Tras décadas de recaudaciones y aperturas preliminares, el 30 de septiembre de 1989 reinauguró el Monumental, contando desde esa fecha con sus instalaciones como sede regular. Posee una capacidad de 43 667 espectadores y ha sido escenario de la final de Copa Libertadores 1991, Copa Interamericana 1992 y Copa América 2015.

## Historia
El primer enfrentamiento por campeonatos nacionales entre Universidad Católica y Colo-Colo se disputó el 20 de mayo de 1939 en el desaparecido Estadio de Carabineros ante una asistencia de 1.500 personas. Esa tarde los albos ganaron 3-2, con goles de Enrique Sorrel, Armando "Norton" Contreras y Tomás Rojas, y descuentos de Felipe Mediavilla (penal) y Fernando Riera para los cruzados. El árbitro del partido fue Leopoldo González.
La primera victoria de Universidad Católica ocurrió en el cuarto duelo, que se jugó el 23 de junio de 1940. Fue en un partido disputado en el Estadio Nacional que terminó 3-2, con tantos de Javier Baraona y Ezequiel Bolumburu (2) para los vencedores, y de Alfonso Domínguez para el equipo albo.
El 4 de marzo de 1967 se produce el primer enfrentamiento por Copa Libertadores entre Universidad Católica y Colo-Colo. El resultado favorece a la UC por 5-2.
En total, han disputado tres finales del campeonato nacional en que se han enfrentado de forma directa. La primera de ellas en el Apertura de 1997. Luego de terminaren empatados con 37 unidades, Colo-Colo y Universidad Católica debieron jugar un playoff en ida y vuelta para determinar el campeón del primer semestre. Los cruzados supieron aguantar la presión alba tras la derrota en el Monumental, en la ida (0-1), y ganar el partido de vuelta por 3-0, en el Nacional.
En 1997 jugaron por primera vez en el Estadio San Carlos de Apoquindo, pero en 1998 Joaquín Lavín, el alcalde de Las Condes, prohibió la realización de los clásicos allí debido a desmanes causados por la Garra Blanca dentro y en los alrededores. En 2010 surgió la campaña «Locales en San Carlos» para devolverle a Universidad Católica el derecho de jugar como local.
La segunda final disputada por los dos clubes fue en 2002, en el Torneo de Clausura de ese año. En el primer partido, Colo-Colo se impuso por 2-0 sobre Católica, en el Estadio Monumental, dejando al equipo cruzado con la obligación de ganar por diferencia de dos goles. Sin embargo, en el Estadio Nacional, el cuadro albo venció nuevamente por 3-2. Este título fue el único, que Colo-Colo consiguió en su periodo de quiebra.
La final más reciente fue la del Torneo de Clausura del año 2009. En el partido de ida, jugado en el Estadio Monumental, Colo-Colo y Universidad Católica igualaron a 2 tantos en un vibrante duelo. En la vuelta, jugada en el Estadio Santa Laura donde la Universidad Católica hacía de local, los albos se impusieron a los cruzados, ganándole por 4-2 y logrando su campeonato número 29.
La primera vez que Universidad Católica pudo superar a Colo-Colo en una llave de playoffs, bajo el nuevo formato de campeonato aplicado desde el año 2002, fue en los cuartos de final del Torneo Apertura del año 2011, eliminándolo con un triunfo por 4-2 en el Estadio Monumental y un empate por 1 gol en el Estadio Nacional.
El 16 de octubre de 2011, por la fase regular del Torneo de Clausura, se jugó el clásico por tercera vez en su historia en el Estadio San Carlos de Apoquindo, con una presencia muy reducida de hinchas albos. En dicho partido la UC goleó por 4-0 a Colo-Colo. 2011 ha sido el año donde la UC le ha propinado las mayores goleadas de su historia al cacique (dos partidos sobre los tres goles de diferencia) con 6 partidos invictos en un año.
La Supercopa (final entre el campeón del Campeonato Nacional y campeón de Copa Chile), ha enfrentado en 3 ocasiones a cruzados y albos, como campeones del Campeonato Nacional y Copa Chile, respectivamente. El 23 de julio de 2017, se encontraron por primera vez, resultando campeón Colo-Colo tras imponerse por 4-1 a la UC. El 21 de marzo de 2021, se encontraron nuevamente, igualados en cantidad de títulos resultando campeona la Universidad Católica luego de revertir un 0-2 en contra, anotando 4 goles en los últimos 28 minutos de partido. Luego, el 23 de enero de 2022, Colo-Colo tendría su revancha en la Supercopa 2022 venciendo 2 a 0 con goles de Gil y Villanueva en Concepción. Así mismo, tanto la Universidad Católica como Colo-Colo son los máximos ganadores de esta competición, con 4 títulos para cada elenco.
Tanto los medios de comunicación como los medios partidarios denominan a este clásico como Clásico Moderno.

## Historial Estadístico
- Actualizado al último partido disputado: 16 de agosto de 2025

| Torneo                    | PJ  | GCC | E  | GUC | GolCC | GolUC |
| ------------------------- | --- | --- | -- | --- | ----- | ----- |
| Campeonato Nacional       | 179 | 80  | 49 | 50  | 309   | 242   |
| Torneo Metropolitano      | 6   | 2   | 1  | 3   | 12    | 13    |
| Liguilla Pre-Libertadores | 3   | 0   | 1  | 2   | 4     | 6     |
| Subtotal Primera División | 188 | 82  | 51 | 55  | 325   | 261   |
| Copa Libertadores         | 16  | 6   | 5  | 5   | 25    | 23    |
| Liguilla Pre-Sudamericana | 2   | 1   | 1  | 0   | 4     | 3     |
| Copa Chile                | 41  | 16  | 13 | 12  | 62    | 51    |
| Supercopa de Chile        | 3   | 2   | 0  | 1   | 8     | 5     |
| Campeonato de Apertura    | 1   | 1   | 0  | 0   | 6     | 2     |
| Total Oficial             | 251 | 108 | 70 | 73  | 430   | 345   |

### Partidos disputados por estadio
- Actualizado al último partido disputado: 16 de agosto de 2025

| Estadio                             | PJ  | GCC | E  | GUC | GolCC | GolUC | Años            |
| ----------------------------------- | --- | --- | -- | --- | ----- | ----- | --------------- |
| Estadio de Carabineros              | 7   | 4   | 2  | 1   | 25    | 11    | 1939-1943       |
| Estadio Militar                     | 1   | 1   | 0  | 0   | 3     | 1     | 1942            |
| Estadio Independencia               | 7   | 2   | 2  | 3   | 14    | 15    | 1945-1950       |
| Estadio Santa Laura Universidad-SEK | 14  | 6   | 3  | 4   | 18    | 13    | 1961-2009 2023- |
| Estadio Nacional                    | 102 | 48  | 26 | 28  | 191   | 147   | 1939-           |
| Estadio Monumental                  | 42  | 17  | 13 | 14  | 61    | 57    | 1990-           |
| Estadio San Carlos de Apoquindo     | 13  | 4   | 4  | 5   | 13    | 17    | 1997-2022       |
| Estadio Francisco Sánchez Rumoroso  | 1   | 0   | 1  | 0   | 0     | 0     | 2010            |
| Total Primera División              | 188 | 82  | 51 | 55  | 325   | 261   | 1939-           |

## Últimos 20 partidos oficiales
| Temporada       | Local       | Visitante   | Fecha      | Resultado | Estadio                           |
| --------------- | ----------- | ----------- | ---------- | --------- | --------------------------------- |
| Nacional 2018   | Colo-Colo   | U. Católica | 31.03.2018 | 1:0       | Monumental, Santiago              |
| Nacional 2018   | U. Católica | Colo-Colo   | 30.09.2018 | 1:0       | San Carlos de Apoquindo, Santiago |
| Nacional 2019   | Colo-Colo   | U. Católica | 17.03.2019 | 2:3       | Monumental, Santiago              |
| Copa Chile 2019 | U. Católica | Colo-Colo   | 18.01.2020 | (2)1:1(4) | Gemán Becker, Temuco              |
| Nacional 2020   | Colo-Colo   | U. Católica | 16.02.2020 | 0:2       | Monumental, Santiago              |
| Nacional 2020   | U. Católica | Colo-Colo   | 19.12.2020 | 0:0       | San Carlos de Apoquindo, Santiago |
| Supercopa 2020  | U. Católica | Colo-Colo   | 21.03.2021 | 4:2       | Nacional, Santiago                |
| Nacional 2021   | U. Católica | Colo-Colo   | 17.07.2021 | 0:0       | San Carlos de Apoquindo, Santiago |
| Nacional 2021   | Colo-Colo   | U. Católica | 24.10.2021 | 2:1       | Monumental, Santiago              |
| Supercopa 2022  | U. Católica | Colo-Colo   | 23.01.2022 | 0:2       | Ester Roa, Concepción             |
| Nacional 2022   | U. Católica | Colo-Colo   | 24.04.2022 | 1:1       | San Carlos de Apoquindo, Santiago |
| Nacional 2022   | Colo-Colo   | U. Católica | 04.10.2022 | 0:0       | Monumental, Santiago              |
| Nacional 2023   | U. Católica | Colo-Colo   | 15.04.2023 | 0:0       | Santa Laura, Santiago             |
| Copa Chile 2023 | U. Católica | Colo-Colo   | 16.08.2023 | 0:0       | Santa Laura, Santiago             |
| Copa Chile 2023 | Colo-Colo   | U. Católica | 20.08.2023 | 1:0       | Monumental, Santiago              |
| Nacional 2023   | Colo-Colo   | U. Católica | 01.10.2023 | 2:1       | Monumental, Santiago              |
| Nacional 2024   | U. Católica | Colo-Colo   | 20.04.2024 | 0:1       | Santa Laura, Santiago             |
| Nacional 2024   | Colo-Colo   | U. Católica | 03.10.2024 | 1:0       | Monumental, Santiago              |
| Nacional 2025   | U. Católica | Colo-Colo   | 06.07.2025 | 2:0       | Santa Laura, Santiago             |
| Nacional 2025   | Colo-Colo   | U. Católica | 03.10.2024 | 1:4       | Monumental, Santiago              |

## Definiciones con eliminación directa

### Campeonato nacional
| Ganador             | Torneo        | Fase             |
| ------------------- | ------------- | ---------------- |
| Universdad Católica | Apertura 1997 | Final            |
| Colo-Colo           | Clausura 2002 | Final            |
| Colo-Colo           | Apertura 2003 | Cuartos de Final |
| Colo-Colo           | Clausura 2003 | Cuartos de Final |
| Colo-Colo           | Apertura 2008 | Cuartos de Final |
| Colo-Colo           | Clausura 2009 | Final            |
| Universdad Católica | Apertura 2011 | Cuartos de Final |

### Liguilla Pre-Sudamericana
| Ganador   | Torneo                         | Fase         |
| --------- | ------------------------------ | ------------ |
| Colo-Colo | Liguilla Pre-Sudamericana 2004 | Primera Fase |

### Copa Libertadores de América
| Ganador   | Torneo                 | Fase             |
| --------- | ---------------------- | ---------------- |
| Colo-Colo | Copa Libertadores 1997 | Cuartos de Final |

### Copa Chile y similares
| Ganador              | Torneo                      | Fase                    |
| -------------------- | --------------------------- | ----------------------- |
| Colo-Colo            | Campeonato Apertura 1938    | Cuartos de final        |
| Colo-Colo            | Copa Chile 1958             | Final                   |
| Universidad Católica | Copa Chile Green Cross 1961 | Octavos de final        |
| Colo-Colo            | Copa Chile 1975             | Fase preliminar         |
| Colo-Colo            | Copa Chile 1988             | Semifinal               |
| Colo-Colo            | Copa Chile 1989             | Final                   |
| Colo-Colo            | Copa Chile 1990             | Final                   |
| Colo-Colo            | Copa Chile 1992             | Cuartos de Final        |
| Colo-Colo            | Copa Chile 2016             | Semifinal               |
| Colo-Colo            | Copa Chile 2019             | Semifinal               |
| Colo-Colo            | Copa Chile 2023             | Final Zona Centro-Norte |

### Supercopa
| Ganador              | Torneo         | Fase  |
| -------------------- | -------------- | ----- |
| Colo-Colo            | Supercopa 2017 | Final |
| Universidad Católica | Supercopa 2020 | Final |
| Colo-Colo            | Supercopa 2022 | Final |

## Palmarés
Se expone una tabla comparativa de competiciones oficiales, nacionales e internacionales, ganadas por ambos clubes. A esta tabla deben agregarse los Campeonatos de Apertura de 1933, 1938 y 1940, el Campeonato de Campeones de 1945, el Campeonato Absoluto de 1937 y el Campeonato Nacional de Football por el 4.º Centenario de Valparaíso, ganados por Colo-Colo. En el caso de Universidad Católica cuenta también la Copa de la República de 1983 y el Torneo de Consuelo del Campeonato de Apertura de Chile de 1949.
| Títulos     | Torneos Nacionales | Torneos Nacionales | Torneos Nacionales | Torneos Nacionales | Torneos Nacionales | Torneos continentales | Torneos continentales | Torneos continentales | TOTAL |
| Títulos     | Primera División   | Primera B          | Copa Chile         | Copa República     | Supercopa de Chile | Copa Libertadores     | Recopa Sudamericana   | Copa Interamericana   | TOTAL |
| Títulos     |                    |                    |                    |                    |                    |                       |                       | Campeón               | TOTAL |
| ----------- | ------------------ | ------------------ | ------------------ | ------------------ | ------------------ | --------------------- | --------------------- | --------------------- | ----- |
| Colo-Colo   | 34                 | 0                  | 14                 | 0                  | 4                  | 1                     | 1                     | 1                     | 55    |
| U. Católica | 16                 | 2                  | 4                  | 1                  | 4                  | 0                     | 0                     | 1                     | 28    |

Datos actualizados 17 de noviembre de 2024.

## Récords

### Máximos goleadores
| Jugador           | Equipo               | Goles |
| ----------------- | -------------------- | ----- |
| Francisco Valdés  | Colo-Colo            | 15    |
| Carlos Caszely    | Colo-Colo            | 13    |
| Manuel Muñoz      | Colo-Colo            | 11    |
| Esteban Paredes   | Colo-Colo            | 9     |
| Milovan Mirosevic | Universidad Católica | 8     |

### Máximas presencias
| Jugador            | Equipo               | Partidos |
| ------------------ | -------------------- | -------- |
| Sergio Livingstone | Universidad Católica | 32       |
| Misael Escuti      | Colo-Colo            | 30       |

 * Nota:Solo considera los partidos por torneos de primera división.

## Otros datos estadísticos

### Futbolistas que han jugado por los dos equipos (67)
| Lista completa |
| --- |
| A Francisco Arrué B Martín Ballesteros Marcelo Barticciotto Marcos Bolados Jean Beausejour C Ángel Carreño Luis Ceballos Roberto Cereceda Humberto Cruz Floh Jorge Contreras Julio Crisosto D Fidel Dávila Daniel Díaz Luis Díaz E Enrique Enoch Jorge Espinoza Rubén Espinoza Fabián Estay F Francisco Fernández César Fuentes Ismael Fuentes José Pedro Fuenzalida G Daud Gazale Paulo Garcés Manuel Garcia Adán Godoy Aníbal González Boris González Jaime González Mark González Roberto Gutiérrez H David Henríquez Valber Huerta I Mauricio Isla L Miguel Ángel Leyes Sergio Livingstone Jaime Lo Presti M Javier Margas Javier Mascaró Luis Mayanés Marco Medel Darío Melo Fernando Meneses Sergio Messen Rodolfo Moya N Adolfo Nef P Guillermo Páez Marcelo Peña Luis Pérez César Pinares Jaime Pizarro Q Luis Ignacio Quinteros R Miguel Ramírez Ricardo Rojas Michael Ríos Sebastián Rozental Eduardo Rubio S Hugo Solís T Héctor Tapia Luka Tudor U Juan Pablo Úbeda V Álex Varas Andrés Vilches Eduardo Vilches W Jonathan Walker Óscar Wirth Rainer Wirth |

### Entrenadores que han dirigido a los dos equipos

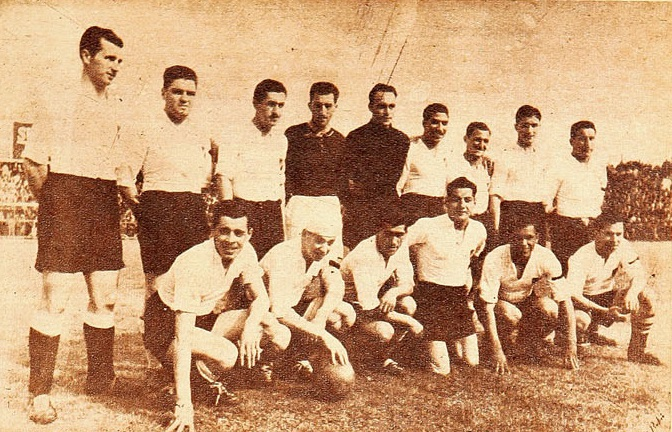
Plantel de Colo-Colo que consiguió el Campeonato Nacional de 1937.

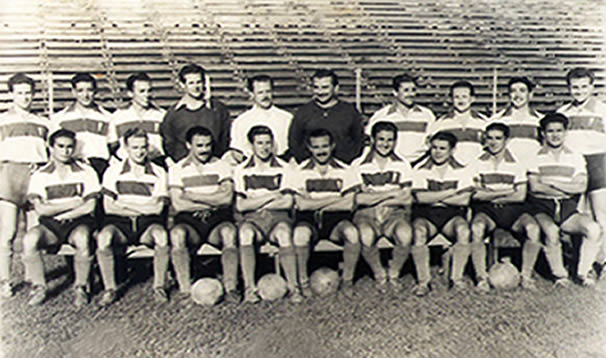
Primer equipo campeón de Universidad Católica.

| Lista completa |
| --- |
| A - Orlando Aravena C - Vicente Cantatore F - Alberto Fouillioux G - Máximo Garay M - Pedro Morales - José Manuel Moreno P - Andrés Prieto - Ignacio Prieto Q - Gustavo Quinteros S - Mario Salas |

### Jugadores campeones con ambos equipos
| Jugador                | Universidad Católica | Colo-Colo |
| ---------------------- | --- | --- |
| Oscar Wirth            | - Segunda División 1975 - Copa Chile 1991 | - Primera División 1979 |
| Miguel Ángel Leyes     | - Copa Chile 1983 | - Copa Chile 1981 - Primera División 1981 |
| Alex Varas             | - Copa Chile 1995 - Apertura 1997 | - Apertura 2006 - Clausura 2006 |
| Rainer Wirth           | - Apertura 2002 - Clausura 2005 | - Apertura 2007 - Clausura 2007 - Clausura 2008 |
| Paulo Garcés           | - Clausura 2005 - Primera División 2010 | - Apertura 2015 - Copa Chile 2016 |
| Humberto Cruz Floh     | - Primera División 1984 - Primera División 1987 | - Primera División 1990 |
| Javier Margas          | - Apertura 1997 | - Copa Chile 1990 - Primera División 1990 - Primera División 1991 - Copa Libertadores 1991 - Recopa Sudamericana 1992 - Copa Interamericana 1992 - Primera División 1993 - Copa Chile 1994 |
| Miguel Ramírez         | - Apertura 2002 | - Copa Chile 1990 - Primera División 1990 - Primera División 1991 - Copa Libertadores 1991 - Recopa Sudamericana 1992 - Copa Interamericana 1992 - Primera División 1993 - Copa Chile 1994 |
| David Henríquez        | - Primera División 2010 - Copa Chile 2011 | - Primera División 1996 - Copa Chile 1996 - Clausura 1997 - Primera División 1998 - Clausura 2002 - Apertura 2006 - Clausura 2006 - Apertura 2007 - Clausura 2007 |
| Francisco Arrué        | - Clausura 2005 | - Primera División 1996 - Copa Chile 1996 - Clausura 1997 - Primera División 1998 |
| Jaime Pizarro          | - Apertura 1997 | - Copa Chile 1982 - Primera División 1983 - Copa Chile 1985 - Primera División 1986 - Copa Chile 1988 - Primera División 1989 - Copa Chile 1989 - Copa Chile 1990 - Primera División 1990 - Primera División 1991 - Copa Libertadores 1991 - Recopa Sudamericana 1992 - Copa Interamericana 1992 - Primera División 1993 |
| Rubén Espinoza         | - Copa Chile 1983 - Copa de la República 1983 - Primera División 1984 - Primera División 1987 - Copa Chile 1995 | - Primera División 1989 - Copa Chile 1989 - Copa Chile 1990 - Primera División 1990 - Primera División 1991 - Copa Libertadores 1991 |
| Eduardo Vilches        | - Primera División 1987 | - Primera División 1989 - Copa Chile 1989 - Copa Chile 1990 - Primera División 1990 - Primera División 1991 - Copa Libertadores 1991 - Recopa Sudamericana 1992 - Copa Interamericana 1992 - Primera División 1993 - Copa Chile 1994                                                                                     |
| Fernando Meneses       | - Primera División 2010 - Copa Chile 2011 | - Apertura 2006 - Clausura 2006 |
| Jorge Contreras        | - Copa Chile 1991 | - Primera División 1993 - Copa Chile 1994 |
| Aníbal González        | - Apertura 1997 | - Copa Interamericana 1992 - Recopa Sudamericana 1992 - Copa Chile 1994 |
| Luis Pérez             | - Primera División 1987 - Apertura 1997 | - Primera División 1991 - Copa Libertadores 1991 |
| Marcelo Barticciotto   | - Copa Chile 1995 | - Copa Chile 1988 - Copa Chile 1989 - Primera División 1989 - Copa Chile 1990 - Primera División 1990 - Primera División 1991 - Copa Libertadores 1991 - Recopa Sudamericana 1992 - Copa Interamericana 1992 - Primera División 1996 - Copa Chile 1996 - Clausura 1997 - Primera División 1998 - Clausura 2002           |
| Luka Tudor             | - Primera División 1987 - Copa Interamericana 1994 - Copa Chile 1995 | - Clausura 1997 |
| Eduardo Rubio          | - Clausura 2005 | - Clausura 2007 |
| Luis Ignacio Quinteros | - Clausura 2005 | - Primera División 1996 - Copa Chile 1996 - Clausura 1997 - Primera División 1998 - Clausura 2002 |
| Roberto Cereceda       | - Copa Chile 2011 | - Clausura 2007 - Clausura 2008 - Clausura 2009 |
| Daud Gazale            | - Copa Chile 2011 | - Clausura 2008 - Clausura 2009 |
| Jean Beausejour        | - Apertura 2002 | - Apertura 2015 |
| José Pedro Fuenzalida  | - Clausura 2005 - Clausura 2016 - Supercopa de Chile 2016 - Apertura 2016 - Primera División 2018 - Supercopa de Chile 2019 - Primera División 2019 - Primera División 2020 - Supercopa de Chile 2020 - Supercopa de Chile 2021 - Primera División 2021 | - Clausura 2014 |
| Andrés Vilches         | - Primera División 2018 | - Apertura 2015 - Copa Chile 2016 - Supercopa 2017 - Transición 2017 |
| Marcos Bolados         | - Primera División 2018 | - Copa Chile 2016 - Supercopa 2017 - Transición 2017 - Copa Chile 2019 - Copa Chile 2021 |
| Valber Huerta          | - Supercopa de Chile 2019 - Primera División 2019 - Primera División 2020 - Supercopa de Chile 2020 - Supercopa de Chile 2021 - Primera División 2021                                                                                                   | - Copa Chile 2016 |

## Clásicos amistosos
Ambos equipos se han enfrentado en numerosas oportunidades por copas y torneos amistosos, como por ejemplo la Copa Tarjeta Línea Propia de Telefónica CTC Chile 2001, Copa Ciudad de Osorno 2008, Copa Entel 2009, Copa Ciudad de Antofagasta y la Copa Gato.